# كامل بن طلحة
أبو يحيى كامل بن طلحة الجحدري البصري (145 هـ‍ -231 هـ‍)، محدث نزيل بغداد، وشيخ البصرة في وقته، توفي في سنة إحدى وثلاثين ومائتين. كان من أهل البصرة وتوفي بها سنة اثنتين وثلاثين ومائتين (232 هـ).

## روايته للحديث النبوي
- حدث عن: حماد بن سلمة، مبارك بن فضالة، وأبي هلال محمد بن سليم، وفضال بن جبير صاحب أبي أمامة، ومهدي بن ميمون، والليث بن سعد، ومالك بن أنس، وعبد الله بن عمر العمري، وابن لهيعة ، وأبو عوانة، وبهلول بن راشد الإفريقي، وأبي الأشهب جعفر العطاردي، وعباد بن عبد الصمد أحد التلفى، وأبي مودود عبد العزيز بن أبي سليمان المدني، وأبي سهل محمد بن عمرو الأنصاري، وأبي هشام القناد.
- حدث عنه: أبو خيثمة، وإبراهيم الحربي، وأبو داود في كتاب " المسائل "، وابن أبي الدنيا، وأبو حاتم، وأبو بكر بن أبي عاصم، ومطين، وحنبل، وعبد الله بن أحمد، ومحمد بن حبان الباهلي، وأحمد بن علي القاضي المروزي، وأحمد بن علي أبو يعلى الموصلي، وأحمد بن علي الأبار، وموسى بن زكريا التستري، وموسى بن هارون، والبغوي، وخلق كثير.
- منزلته عند علماء الحديث:
- قال أبو حاتم الرازي: لا بأس به.
- قال ابن أبي حاتم: روى عنه أبي، وسألته عنه، فقال: لا بأس به، ما كان له عيب إلا أن يحدث في المسجد الجامع.
- أبو حاتم بن حبان البستي: ذكره في الثقات.
- قال أبو دواد السجستاني: رميت بكتبه.
- قال الذهبي: هو صدوق إن شاء الله. وما أدري وجه قول أبي داود: رميت بكتبه. ولا ريب أن له عن ابن لهيعة ما ينكر ولا يتابع عليه، فلعله حفظه.
- قال أحمد بن حنبل: مقارب الحديث، ومرة: ثقة، ومرة: لا أعلم أحدا يدفعه بحجة، ومرة: أثنى عليه.
- قال عبد الله بن أحمد بن حنبل: سمعت أبي - وسئل عن كامل بن طلحة، وأحمد بن محمد بن أيوب - فقال: ما أعلم أحدا يدفعهما بحجة.
- قال أبو الحسن الميموني: سألت أبا عبد الله عن كامل بن طلحة، فقال: هو عندي ثقة، أعرفه في سنة مائتين بالبصرة، كان له في مسجد الجامع حلقة عظيمة يحدث عن الليث، وابن لهيعة، ومالك.
- قال ابن حجر العسقلاني: لا بأس به.
- قال الدارقطني: ثقة.
- قال يحيى بن معين: ليس بشيء.